# 海默 (南达科他州)
海默（英語：Highmore），是美国南达科他州下属的一座城市。根据2010年美国人口普查，该市有人口782人。论人口在本州排行第77。